# Donji Stupnik
Donji Stupnik is een plaats in de gemeente Stupnik in de Kroatische provincie Zagreb. De plaats telt 1184 inwoners (2001).